# 伊斯特本 (英國國會選區)

選區在東薩塞克斯郡的位置

伊斯特本（英語：Eastbourne），英國國會一自治市選區，位於東薩塞克斯郡的伊斯特本。設於1885年。
本區議席多數時間為保守黨人所佔據，自民黨次之。2010年大選中自民黨的史提芬·勞埃德以47.3%選票勝出該區首度當選，成為自民黨在東南英格蘭四個議員之一。